# Altiplano armenio
El altiplano armenio o meseta armenia (en armenio: Հայկական լեռնաշխարհ) forma parte de la meseta transcaucasiana y constituye una de las estribaciones de la cordillera del Cáucaso en su vertiente meridional. Actualmente gran parte de la meseta armenia se encuentra en Turquía, abarca el noroccidente de Irán y la totalidad de la República de Armenia; también se extiende por el oeste de Azerbaiyán.

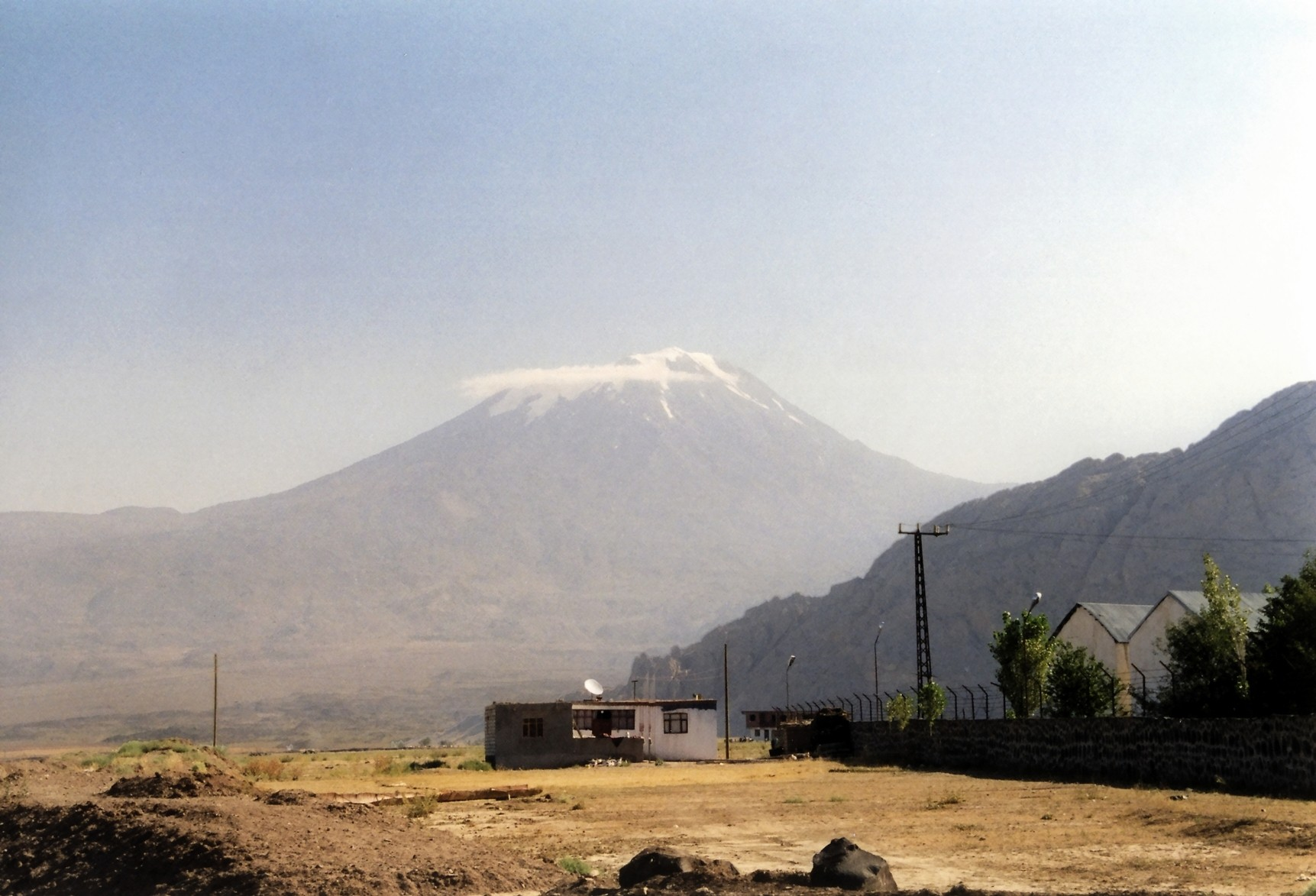
Ararat desde Doğubayazıt, provincia de Ağrı en Turquía.

En total ocupa un área de unos 400 000 km² situados al norte de Oriente Próximo. Su punto más prominente es el monte Ararat, 5165 metros. Hay numerosos lagos en sus depresiones tectónicas (lago Seván, lago Van, lago Urmía). La denominación de meseta «armenia» no se usa en los países vecinos de Armenia por motivos políticos e históricos.[cita requerida] En Turquía, la locución utilizada generalmente es Región de Anatolia Oriental[cita requerida] (Doğu Anadolu Bölgesi en turco).
El albaricoquero se extendió por Europa desde la meseta armenia. Se le conocía antiguamente como la fruta armenia, y su nombre botánico es Prunus armeniaca, que deriva de Armeniacum en latín. 
La meseta armenia es conocida por ser la «cuna de la Edad del Hierro». También es considerado tradicionalmente como uno de los posibles ubicaciones del jardín del Edén.
Una de las partes más llanas del altiplano la constituye la llanura del Ararat, que ocupa una parte del valle del río Aras, que separa Turquía y Armenia. Es la zona más productiva de Armenia en cuanto a agricultura y en ella se encuentran la ciudad de Ereván y el valle del río Hrazdán, entre las montañas de Geghama y el monte Ararat.

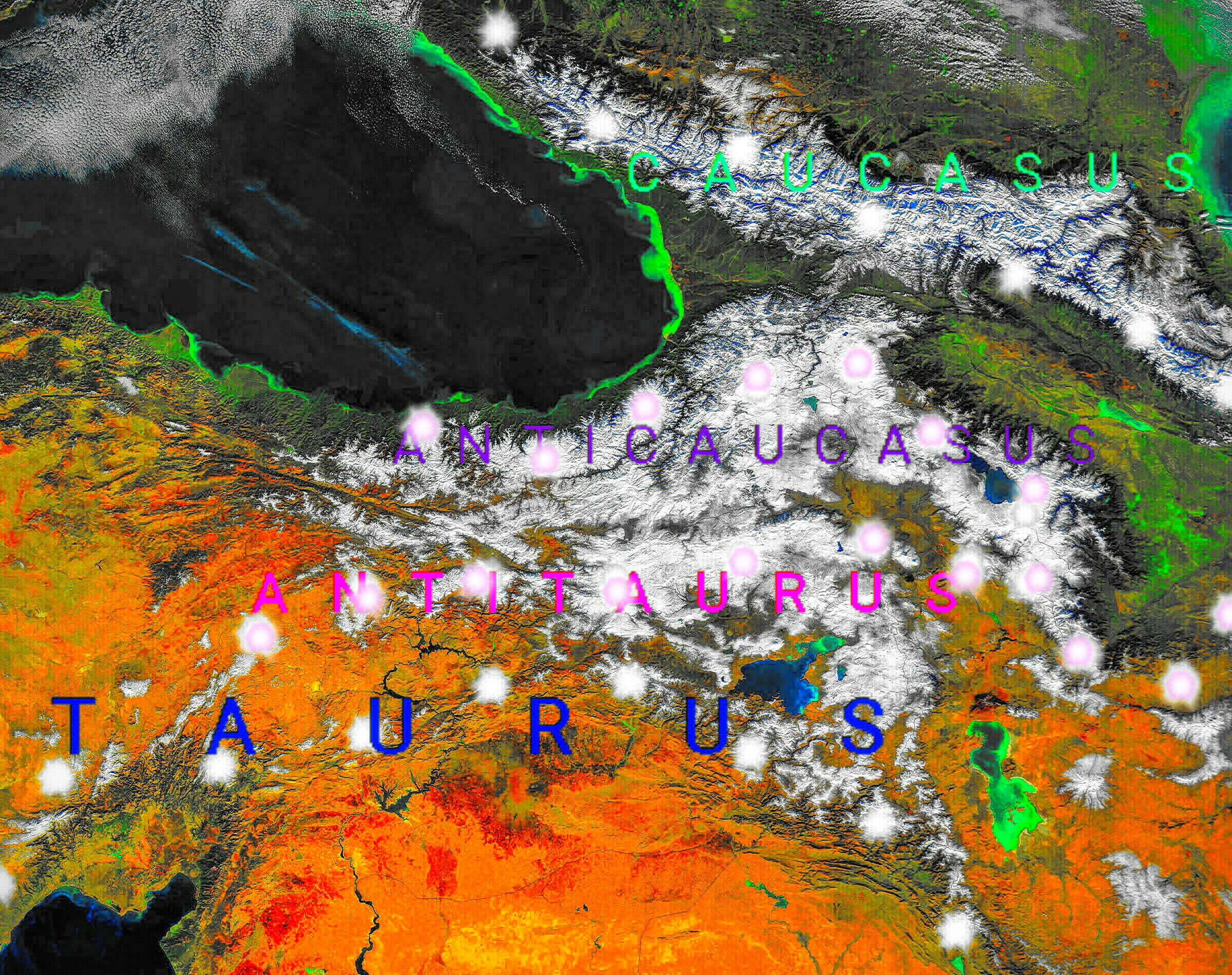
Anti Taurus, cadena montañosa central de las TIERRAS ALTAS ARMENIAS donde se encuentra el monte ARARAT